# Kim Szuhjon
Kim Szuhjon (hangul: 김수현, handzsa: 金秀賢, RR: Kim Soo-hyun; 1988. február 16.–) dél-koreai színész és énekes, leginkább a Dream High, a Moon Embracing the Sun és a My Love from the Star című sorozatokból ismert. Fiatal kora ellenére számos díjat elnyert.

## Élete és pályafutása

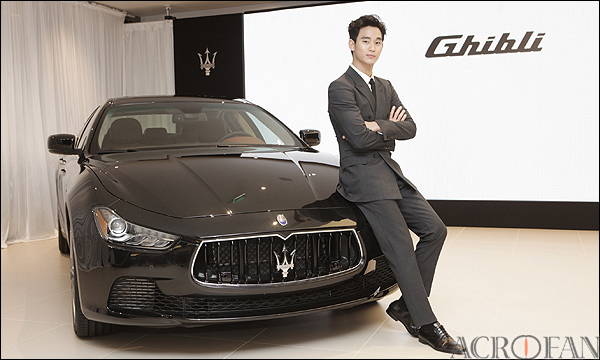
Kim a Maserati Ghibli III arcaként

Középiskolás korában visszahúzódó, introvertált gyerek volt, azért kezdett színjátszó körbe járni, hogy ezen változtasson, de annyira megszerette a színészetet, hogy úgy döntött, komolyabban fog foglalkozni vele. Édesapja, Kim Cshunghun fia születése előtt egy Seven Dolphins nevű rockegyüttes énekese volt.
Kim 2007-ben debütált az MBC csatorna Kimchi Cheese Smile című sorozatában, majd a Will It Snow for Christmas? és a Giant című sorozatokban a főszereplő tinikori énjét alakította. Igazi hírnévre a Dream High című sorozattal tett szert. A szerep szerint énekelnie és táncolnia kellett, ezért három hónapig a JYP Entertainmentnél a K-pop-idollá válni akaró gyakornokokhoz hasonló képzést kapott.
A legnagyobb sikert 2012-ben a Moon Embracing the Sun hozta meg számára, melyért mindössze 24 évesen elnyerte a rangos Paeksang Arts Awards legjobb színésznek járó díját. Kim mind a Dream High, mind a Moon Embracing the Sun számára énekelt fel egy-egy dalt. Kim 2012-ben rekordot állított fel a reklámok terén, 17 termék arca volt egyszerre, ami becslések szerint mintegy 4,5 millió dollár bevételt jelentett a színésznek és megdöntötte a műkorcsolyázó Kim Jona korábbi rekordját. Ugyanebben az évben a The Thieves című mozifilmben debütált, nagy nevek mellett, a legfiatalabb főszereplőként.
2013-ban a Titokban, Délen című filmben egy falusi idiótának álcázott észak-koreai kémet alakított, majd az év végén a My Love from the Star című sorozat főszerepében volt látható.

## Filmográfia

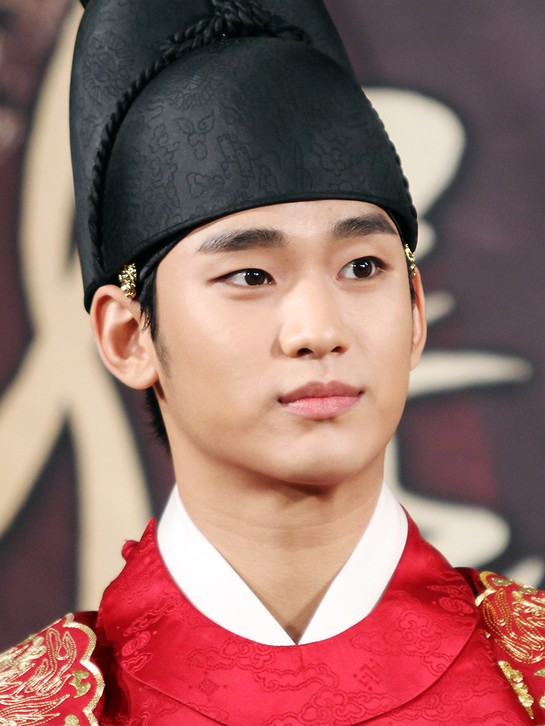
A Moon Embracing the Sun sajtótájékoztatóján

### Televíziós sorozatok
| Év   | Cím                            | Szerep                                            | csatorna |
| ---- | ------------------------------ | ------------------------------------------------- | -------- |
| 2007 | Kimchi Cheese Smile            | Kim Szuhjon                                       | MBC      |
| 2008 | Jungle Fish                    | Han Dzsetha                                       | KBS      |
| 2009 | Will It Snow For Christmas?    | Fiatal Csha Kangdzsin                             | SBS      |
| 2009 | White House                    | Kang Dzseil                                       | SBS      |
| 2010 | Giant                          | Fiatal I Szongmo                                  | SBS      |
| 2011 | Dream High                     | Szong Szamdong                                    | KBS      |
| 2012 | Dream High Season 2            | Szong Szamdong (cameo, 1. rész)                   | KBS      |
| 2012 | Moon Embracing the Sun         | I Hvon király                                     | MBC      |
| 2013 | My Love from the Star          | Do Mindzsun                                       | SBS      |
| 2015 | Producers                      |                                                   | KBS      |
| 2019 | Hotel del Luna                 | A Hotel Blue Moon új tulajdonosa; 16. rész, cameo | tvN      |
| 2020 | A szerelem siklóernyőn érkezik | Pang Donggu (Bang Dong-gu); cameo, 10. rész       | tvN      |
| 2020 | Gyógyító szerelem              | Mun Gangthe (Moon Gang-tae)                       | tvN      |

### Filmek
| Év   | Cím                       | szerep         |
| ---- | ------------------------- | -------------- |
| 2009 | Worst Friends (rövidfilm) | Cshungi        |
| 2012 | Tolvajok                  | Jampano        |
| 2013 | Titokban, Délen           | Von Ljuhvan    |
| 2014 | Nagyanyó kisasszony       | Pak úr (cameo) |
| 2016 | Real                      | Csang Thejong  |

### Varieté
- 2010. december 23. - Happy Together
- 2012. április 5. - Taxi
- 2012. július 8. - Running Man[17] (102. rész)"
- 2013. május 26. - Running Man (147. rész)

## Diszkográfia
Középlemez
- 2012: Another Way: Secret Version

OST
- 2011: Dreaming (Dream High)
- 2011: Dream High (Dream High)
- 2012: The One and Only You (Moon Embracing the Sun)
- 2014: In Front of Your House (너의 집 앞) (My Love from the Star)
- 2014: Promise (약속) (My Love from the Star)

Egyéb
- 2012: Marine Boy
- 2012: Winter Wonderland

## Díjak és elismerések
| Év                       | Díj                                         | Kategória                                                          | Jelölt                 | Eredmény |
| ------------------------ | ------------------------------------------- | ------------------------------------------------------------------ | ---------------------- | -------- |
| 2010                     | SBS Drama Awards                            | Új Sztár                                                           | Giant                  | Elnyerte |
| 2011                     | 6. Asia Model Festival Awards               | Reklámmodel-díj                                                    | Kim Szuhjon            | Elnyerte |
| 2011                     | 47. Paeksang Arts Awards                    | Legjobb új színész televíziós sorozatban                           | Dream High             | Jelölve  |
| 2011                     | 47. Paeksang Arts Awards                    | Népszerű színész televíziós sorozatban                             | Dream High             | Jelölve  |
| 2011                     | 5th Mnet 20's Choice Awards                 | Hot Male Drama Star                                                | Dream High             | Jelölve  |
| 2011                     | 4. Korea Drama Awards                       | Új színész                                                         | Dream High             | Elnyerte |
| 2011                     | 4. Korea Drama Awards                       | Népszerűségi díj                                                   | Dream High             | Elnyerte |
| 2011                     | 4. Style Icon Awards                        | Új Ikon                                                            | Kim Szuhjon            | Elnyerte |
| 2011                     | 27. Korea Best Dresser Swan Awards          | Best Dresser Male Artist                                           | Kim Szuhjon            | Elnyerte |
| 2011                     | SKY PerfecTV! Awards                        | Hallju-díj                                                         | Kim Szuhjon            | Elnyerte |
| 2011                     | KBS Drama Awards                            | Legjobb új színész                                                 | Dream High             | Elnyerte |
| 2011                     | KBS Drama Awards                            | Népszerűségi díj                                                   | Dream High             | Elnyerte |
| 2011                     | KBS Drama Awards                            | Legjobb pár (Suzy-val)                                             | Dream High             | Elnyerte |
| 2011                     | Cyworld Digital Music Awards                | Február hónap dala                                                 | Dreaming               | Elnyerte |
| 2012                     | 48. Paeksang Arts Awards                    | Legjobb színész televíziós sorozatban                              | Moon Embracing the Sun | Elnyerte |
| 2012                     | 48. Paeksang Arts Awards                    | Népszerűségi díj                                                   | Moon Embracing the Sun | Jelölve  |
| 2012                     | 5. Nickelodeon Korea Kids' Choice Awards    | Kedvenc színész                                                    | Kim Szuhjon            | Elnyerte |
| 2012                     | 6. Mnet 20's Choice Awards                  | Férfi sztár televíziós sorozatban                                  | Moon Embracing the Sun | Elnyerte |
| 2012                     | 6. Mnet 20's Choice Awards                  | Blue Carpet népszerűségi díj                                       | Kim Szuhjon            | Elnyerte |
| 2012                     | 7. Seoul International Drama Awards         | Kiemelkedő koreai színész                                          | Moon Embracing the Sun | Jelölve  |
| 2012                     | 7. Seoul International Drama Awards         | Népszerűségi díj                                                   | Moon Embracing the Sun | Jelölve  |
| 2012                     | 39. Korea Broadcasting Prize                | Legjobb színész                                                    | Moon Embracing the Sun | Elnyerte |
| 2012                     | Korean Pop Culture and Arts Award           | Kulturális Minisztérium díja                                       | Kim Szuhjon            | Elnyerte |
| 2012                     | 21. Buil Film Awards                        | Legjobb új színész                                                 | The Thieves            | Jelölve  |
| 2012                     | 33. Blue Dragon Film Awards                 | Legjobb új színész                                                 | The Thieves            | Jelölve  |
| 2012                     | 33. Blue Dragon Film Awards                 | Népszerűségi díj                                                   | The Thieves            | Elnyerte |
| 2012                     | Korean Cultural Entertainment Awards        | Kiválóság-díj színész kategóriában                                 | Moon Embracing the Sun | Jelölve  |
| 2012                     | 1. K-Drama Star Awards                      | Kiválóság-díj színész kategóriában                                 | Moon Embracing the Sun | Elnyerte |
| 2012                     | MBC Drama Awards                            | Népszerűségi díj                                                   | Moon Embracing the Sun | Elnyerte |
| 2012                     | MBC Drama Awards                            | Legjobb páros (Han Gainnal)                                        | Moon Embracing the Sun | Jelölve  |
| 2012                     | MBC Drama Awards                            | Legjobb páros Csong Unphjóval                                      | Moon Embracing the Sun | Jelölve  |
| 2012                     | MBC Drama Awards                            | Kiválóság-díj színész minisorozatban kategóriában                  | Moon Embracing the Sun | Elnyerte |
| 2012                     | 10. TVCF Advertising Awards                 | Az év reklámmodellje                                               | Kim Szuhjon            | Elnyerte |
| 2013                     | 49. Paeksang Arts Awards                    | Népszerű színész mozifilmben                                       | Tolvajok               | Jelölve  |
| 2013                     | 6. Style Icon Awards                        | A következő generáció legyőzhetetlen közönségsikert elérő színésze | Kim Szuhjon            | Jelölve  |
| 2013                     | 7. Mnet 20's Choice Awards                  | Férfi filmsztár                                                    | Titokban, Délen        | Jelölve  |
| 2013                     | 50. Grand Bell Awards                       | Legjobb új színész mozifilmben                                     | Titokban, Délen        | Elnyerte |
| 2013                     | Cosmo Beauty Awards (Kína)                  | Álomikon                                                           | Titokban, Délen        | Elnyerte |
| 2014                     |                                             |                                                                    |                        |          |
| 50. Paeksang Arts Awards | Legjobb színész televíziós sorozatban       | My Love from the Star                                              | Jelölve                |          |
| 50. Paeksang Arts Awards | Legnépszerűbb színész televíziós sorozatban | My Love from the Star                                              | Elnyerte               |          |
| 50. Paeksang Arts Awards | Legjobb új színész (film)                   | Titokban, Délen                                                    | Elnyerte               |          |
| 50. Paeksang Arts Awards | Legnépszerűbb színész (film)                | Titokban, Délen                                                    | Elnyerte               |          |
| 2014 Korea Drama Awards  | Nagydíj                                     | My Love from the Star                                              | Elnyerte               |          |
| 2014 Korea Drama Awards  | Hallyu Hot Star                             | My Love from the Star                                              | Elnyerte               |          |